# Giovani, carini e disoccupati
Giovani, carini e disoccupati (Reality Bites) è un film del 1994, debutto alla regia di Ben Stiller.

## Trama
Houston. Quattro amici hanno terminato i loro percorsi universitari e si ritrovano immersi nel mondo adulto, dominato dal lavoro, che troppo spesso i quattro faticano a trovare.
Lelaina, aspirante regista, lavora a un documentario sulla vita, i sogni, le aspettative e gli amori della sua generazione, usando come attori protagonisti i componenti del suo gruppo. Troy è un cantante di un complesso rock che cerca invano di sfondare nel mondo della musica, mentre quello del lavoro è per lui privo di significato e ha causato, secondo la sua opinione, la malattia che lentamente gli sta portando via il padre. Vickie fa la commessa e vive nel terrore dell'AIDS. Sammy cerca il modo di dire ai suoi che è gay.
Lelaina e Troy si amano ma non se lo dicono, il tutto cambia però quando Lelaina incontra Michael, produttore di una trasmissione a target giovanile. Egli dietro a una maschera da yuppie ben posizionato nel mondo lavorativo, in realtà si dimostra un poeta sognatore. Tra i due si instaura un rapporto amoroso che manda sulle furie Troy, il quale vede in Michael oltre che un nemico in amore anche una persona completamente distante dalle proprie idee, ciò porta i due ragazzi ad avere anche uno scontro verbale. Venuto a conoscenza del documentario di Lelaina, Michael se ne dimostra interessato e propone alla ragazza di vendere i diritti alla trasmissione TV per la quale lavora, ricavandone un programma per ragazzi. L'idea va in porto, ma il risultato finale è ben lontano dalle aspettative di Lelaina che, delusa da Michael, lo lascia.
Dopo essere ritornata nella casa in cui i quattro amici condividevano l'affitto, Lelaina ritrova Troy e i due si confessano il loro amore, tenuto nascosto per troppo tempo e finiscono a letto, ma al risveglio Troy fugge spaventato dall'idea di iniziare una relazione con Lelaina. I due si ritrovano a un concerto della band di Troy, con Michael che cerca di farsi perdonare dalla ragazza proponendole un viaggio a New York e Troy che cerca di fare la stessa cosa dedicando a Lelaina una canzone d'amore, proprio mentre questa sta allontanandosi dalla sala, delusa dalle giustificazioni usate da Troy per spiegare ciò che era avvenuto tra i due.
Lelaina e Troy si ritrovano quando il giovane, di ritorno dal funerale del padre, chiede perdono alla ragazza giurandole amore eterno.

## Colonna sonora
1. Rock and Roll (The Hey Song) Part 2 - Gary Glitter
2. My Sharona - The Knack
3. Spin The Bottle - Juliana Hatfield Three
4. Bed Of Roses - The Indians
5. When You Come Back To Me - World Party
6. Going, Going, Gone - The Posies
7. Stay - Lisa Loeb & Nine Stories
8. All I Want Is You - U2
9. Locked Out - Crowded House
10. Spinning Around Over - Lenny Kravitz
11. I'm Nuthin' - Ethan Hawke
12. Turnip Farm - Dinosaur Jr.
13. Revival - Me Phi Me
14. Tempted - Squeeze
15. Baby I Love Your Way - Big Mountain